# Grignols (Gironde)
Grignols je francouzská obec v departementu Gironde v regionu Akvitánie. V roce 2009 zde žilo 1 115 obyvatel. Je centrem kantonu Grignols.